# Япономорская палтусовидная камбала
Япономорская палтусовидная камбала, или японская камбала-ёрш (лат. Hippoglossoides dubius) — вид лучепёрых рыб из семейства камбаловых. Распространены в северо-западной части Тихого океана. Максимальная длина тела 45 см. Морские донные рыбы.

## Описание
Тело умеренно высокое, сильно сжато с боков, покрыто ктеноидной чешуёй на глазной стороне и циклоидной чешуёй на слепой стороне; высота тела составляет 33—45,6 % стандартной длины тела. Голова небольшая, длина головы составляет 26,9—28,8 % стандартной длины тела. Рот большой. Челюсти на обеих сторонах тела симметричные. Верхняя челюсть изогнутая; нижняя челюсть немного выдаётся вперёд. Зубы мелкие, многочисленные, расположены в один ряд. На обеих челюстях несколько передних зубов увеличенные, клыкообразные. Глаза расположены на правой стороне тела. Верхний глаз расположен на верху головы, но не достигает верхнего профиля. Межглазничное пространство узкое, без гребня, покрыто чешуёй. Спинной плавник начинается на верху головы над верхним глазом и тянется до хвостового стебля; в нём 76—92 мягких луча, передние лучи не удлинённые. В анальном плавнике 59—70 мягких лучей. Грудные плавники с 8—12 лучами есть на обеих сторонах тела; на слепой стороне грудной плавник меньше, чем на глазной стороне тела. В брюшных плавниках 6 лучей. Хвостовой плавник не соединяется со спинным и анальным плавниками; закруглённый, средние лучи наиболее длинные. Боковая линия с 86—98 чешуйками, хорошо развита на обеих сторонах тела, образует низкую дугу над основаниями грудных плавников.
Глазная сторона тела коричневого цвета; у молодых особей с небольшими чёрными пятнами. Лучи спинного и анального плавников желтовато-коричневые, мембраны между лучами прозрачные или жёлтые. Слепая сторона тела беловатая.
Максимальная длина тела 45 см. По другим данным могут достигать длины 52 см и массы 1 кг.

## Биология
Морские донные рыбы. Обитают на глубинах от 20 до 1200 м над песчаными и илистыми грунтами. Совершают сезонные миграции, перемещаясь осенью на материковый склон. В период зимовки ведут малоподвижный образ жизни преимущественно на глубинах от 150 до 800 м при температуре от -1 до +1 °С, в этот период не питаются. Весной возвращаются на шельф для нагула и нереста. Продолжительность жизни до 14 лет.

### Размножение
Самцы япономорской палтусовидной камбалы впервые созревают при длине тела 19—32 см в возрасте 3—4 года, а самки впервые созревают при длине тела 20—37 см в возрасте 4—5 лет. Нерестятся у берегов Хоккайдо в феврале — апреле; в заливе Петра Великого и у берегов Приморья — в апреле — июле, а на севере Татарского пролива — в мае — августе. Нерест происходит на глубинах 30—100 м при температуре придонных слоев воды от -0.45 до +8 °С. Икра пелагическая, сферической формы, с большим перивителлиновым пространством, диаметром от 2 до 2,94 мм. Плодовитость колеблется от 211 до 560 тысяч икринок. Самки вымётывают за нерестовый сезон 2—3 порции икринок. Продолжительность инкубационного периода зависит от температуры поверхностной воды и достигает 4—5 суток. Длина личинок при вылуплении составляет 2,6—3,4 мм.

### Питание
В состав рациона япономорской палтусовидной камбалы входят как типично донные организмы: ракообразные (настоящие креветки семейства Pandalidae), двустворчатые, офиуры; так и пелагические: бокоплавы (Hiperiidae), эвфаузиевые, щетинкочелюстные (Sagittidae).  Иногда в желудочно-кишечном тракте встречаются остатки рыб.

## Ареал
Распространены в северо-западной части Тихого океана. Встречаются от юга Корейского полуострова вдоль берегов Приморья, в заливе Петра Великого и до севера Татарского пролива и Амурского лимана. В восточной части Японского моря от средней части Хонсю до северо-запада Хоккайдо. В Охотском море от северо-восточных берегов Хоккайдо и южных Курильских островов до залива Анива.

## Взаимодействие с человеком
Специализированный промысел не ведётся, и нет отдельной статистики уловов. Попадаются в качестве прилова, иногда в большом количестве. Ловят донными тралами и, в меньшей степени, кошельковыми неводами и дрифтерными сетями. Реализуются в свежем и замороженном виде, также идут на производство консервов и рыбной муки.